# Пундо
Пундо (дзонг-кэ དཔུང་རྡོ་, вайли dpung-rdo, лат. strong-stone) — традиционный национальный спорт Бутана.

## Описание
Пундо — игра простых людей, которая состоит в том, чтобы бросить камень весом более килограмма как можно дальше. Движение броском от плеча, с камнем, лежащим в ладони руки.